# مارتين ليونز
مارتين ليونز (بالإنجليزية: Martyn Lyons)‏ هو مؤرخ بريطاني، ولد في 10 ديسمبر 1946.